# Mr. Jones (film, 2019)
Mr. Jones (polska: Obywatel Jones) är en polsk thrillerfilm från 2019. Filmen är regisserad av Agnieszka Holland, med manus skrivet av Andrea Chalupa. Den är baserad på en verklig händelse och skildrar reportern Gareth Jones resa i Sovjetunionen 1933 där han upptäcker en pågående massvält. Fimlen hade världspremiär på Berlin International Film Festival år 2019.
Filmen hade premiär i Sverige den 27 mars 2020, utgiven av Studio S Entertainment.

## Handling
Filmen handlar om den unga och ambitiösa walesiska journalisten Gareth Jones. 1933 lyckas Jones få tillstånd att göra en intervju med Adolf Hitler. Hans nästa projekt är försöka få till en intervju med Stalin. Färden gick till nuvarande Ukraina där han upptäcker och avslöjar hur ryska soldater med våld plundrar landet på allt som växer, vilket får till följd att miljontals personer svälter.

## Rollista (i urval)
- James Norton – Gareth Jones
- Vanessa Kirby – Ada Brooks
- Peter Sarsgaard – Walter Duranty
- Kenneth Cranham – David Lloyd George
- Joseph Mawle – George Orwell
- Celyn Jones – Matthew
- Krzysztof Pieczyński – Maksim Litvinov